# Choloepus
Choloepus é um gênero de mamífero, sendo o único representante vivente da família dos Megaloniquídeos (Megalonychidae), e conhecidos por serem as preguiças-de-dois-dedos. A denominação preguiça-de-dois-artelhos que, por vezes, é utilizada para o grupo é, no entanto, enganosa, já que elas têm dois dedos apenas nas patas dianteiras e nas patas  traseiras, três artelhos. A família compreende, além de uma série de espécies extintas, duas espécies viventes, a preguiça-real (Choloepus didactylus) e a preguiça-de-hoffmann (Choloepus hoffmanni).